# Glądy (Górowo Iławeckie)
Glądy (deutsch Glandau) ist ein Dorf in der polnischen Woiwodschaft Ermland-Masuren. Es gehört zur Landgemeinde Górowo Iławeckie (Landsberg) im Powiat Bartoszycki (Kreis Bartenstein) – bis 1945 zum Kreis Preußisch Eylau in Ostpreußen.

## Geographische Lage
Glądy liegt im Nordwesten der Woiwodschaft Ermland-Masuren, 22 Kilometer südwestlich der einstigen und heute auf russischem Staatsgebiet gelegenen Kreisstadt Preußisch Eylau (russisch Bagrationowsk) bzw. 25 Kilometer westlich der jetzigen Kreismetropole Bartoszyce (deutsch Bartenstein).

## Geschichte

### Ortsgeschichte
Zwischen 1335 und 1350 wurde der damals Glandiamsdorf genannte Ort gegründet und hieß nach 1374 Glanden, nach 1595 Groß Glandau und nach 1820 Glandau (ohne Zusatz). Als Landgemeinde wurde Glandau 1874 Amtsdorf und damit namensgebend für einen Amtsbezirk im ostpreußischen Kreis Preußisch Eylau, Regierungsbezirk Königsberg.
Am 19. Mai 1886 vergrößerte sich Glandau, als das benachbarte und zum Gutsbezirk Groß Peisten (polnisch Piasty Wielkie) gehörende Vorwerk Raaben eingemeindet wurde. Am 16. Januar 1899 aber musste Glandau Teile an den Gutsbezirk Sienken (polnisch Żołędnik) abgeben. Im Jahre 1910 zählte Glandau 404 Einwohner.
Am 30. September 1928 wurde der gesamte Gutsbezirk Sienken nach Glandau eingemeindet, es folgten am 16. Januar 1929 Teile der Nachbarlandgemeinde  Hoofe (polnisch Dwórzno). Die Einwohnerzahl Glandaus stieg bis 1933 auf 673 und belief sich 1939 auf 660.
Mit der Abtretung des gesamten südlichen Ostpreußen 1945 in Kriegsfolge an Polen erhielt Glandau die polnische Namensform „Glądy“. Das Dorf ist heute eine Ortschaft im Verbund der Gmina Górowo Iławeckie (Landgemeinde Landsberg) im Powiat Bartoszycki (Kreis Bartenstein), von 1975 bis 1998 der Woiwodschaft Allenstein, seither der Woiwodschaft Ermland-Masuren zugehörig. Im Jahre 2021 zählte Glądy 93 Einwohner.

### Amtsbezirk Glandau (1874–1945)
Zum Amtsbezirk Glandau gehörten in der Zeit seines Bestehens fünf Dörfer:
| Deutscher Name   | Polnischer Name | Anmerkungen                                             |
| ---------------- | --------------- | ------------------------------------------------------- |
| Glandau          | Glądy           |                                                         |
| Hanshagen        | Janikowo        |                                                         |
| Hoofe            | Dwórzno         |                                                         |
| Papperten        | Paprocina       |                                                         |
| ab 1886: Sienken | Żołędnik        | 1886 neu gebildet, wurde 1928 nach Glandau eingemeindet |

## Religion
Glandau war bis 1945 in die evangelische Pfarrkirche Landsberg (Ostpreußen) in der Kirchenprovinz Ostpreußen der Kirche der Altpreußischen Union, außerdem in die dortige römisch-katholische Stadtkirche St. Agatha im Bistum Ermland eingegliedert. Die Stadtkirche St. Agatha ist auch heute noch die römisch-katholische Pfarrkirche in Górowo Iławeckie, jetzt zum Erzbistum Ermland zugehörig.

## Verkehr
Glądy liegt an einer Nebenstraße, die die Woiwodschaftsstraße 512 bei Górowo Iławeckie mit der Woiwodschaftsstraße 513 bei Babiak (Frauendorf) verbindet. Ein Landweg verbindet Glądy mit Pawły (Paulen). Ein Bahnanschluss existiert nicht.